# مون تائه جون
مون تائه جون (Mun Tae-jun) (کره‌ای: 문태준، متولد ۱۹۷۰) شاعر کره جنوبی است.

## حرفه
مون تائه جون از اولین باری که در سال ۱۹۹۴ برنده جایزه شد، چندین مجموعه شعر منتشر کرده‌است و پتانسیل هنری بالای آثار او مورد توجه بسیاری از هنرمندان و منتقدان ادبی قرار گرفته‌است.
اشعار مون تائه جون با زبانی آرامش بخش برای تسکین زخم‌های روح استفاده بیان می‌شود.
شاعر آرزوی حالتی را دارد که در آن سوژه و ابژه متمایز از یکدیگر نباشند، بلکه در هم آمیخته شوند. از این نظر، مون تائه جون غنایی سنتی را ادامه می‌دهد. مجموعه شعر او توسعه غروب (۲۰۰۸) توسط کیم وون چانگ و کریستوفر مریل به انگلیسی ترجمه و با عنوان رشد یک سایه (۲۰۱۲) منتشر شد. تعداد انگشت شماری از آثار دیگر او نیز ترجمه شده‌است.

## آثار برگزیده

### ترجمه
- The Growth of a Shadow: Selected Poems of Taejoon Moon (2012) - ترجمه کیم وون چانگ و کریستوفر مریلشابک ‎۹۷۸۰۹۸۲۷۴۶۶۳۹

### به زبان کره ای

#### شعر
- حیاط خلوت شلوغ (수런거리는 뒤란، ۲۰۰۰)شابک ‎۹۷۸-۸-۹۳۶-۴۲۱۹۶-۰
- پاهای برهنه (맨발، ۲۰۰۴)شابک ‎۹۷۸-۸-۹۳۶-۴۲۲۳۸-۷
- ماهی 가재미 (가재미، ۲۰۰۶)شابک ‎۹۷۸-۸-۹۳۲-۰۱۷۱۳-۶
- توسعه غروب (그늘의 발달، ۲۰۰۸)شابک ‎۹۷۸-۸-۹۳۲-۰۱۸۸۱-۲
- یک مکان دور (먼 곳، ۲۰۱۲)شابک ‎۹۷۸-۸-۹۳۶-۴۲۳۴۳-۸
- چهره نهایی ما (우리들의 마지막 얼굴، ۲۰۱۵)شابک ‎۹۷۸-۸-۹۳۶-۴۲۳۸۷-۲
- پایان آنچه من آرزو دارم چیست؟ (내가 사모하는 일에 무슨 끝이 있나요، ۲۰۱۸)شابک ‎۹۷۸-۸-۹۵۴-۶۵۰۱۷-۵

#### نثر
- Embrace: Holding You, I Am Stained (포옹 - 당신을 안고 내가 물든다، ۲۰۰۷)

## جوایز
- جایزه ادبی Dongseo (۲۰۰۴)
- جایزه ادبی Nojak (۲۰۰۴)
- جایزه ادبی میدانگ (۲۰۰۵) - برای "누가 울고 간다"
- جایزه ادبی Yushim (۲۰۰۶)
- جایزه شعر Sowol (2006) - برای "그맘때에는"